# Gordon J. Garradd
| Nom                 | Data                   |  |  |  |
| (6027) 1993 SS2     | 23 de setembre de 1993 |  |  |  |
| (6874) 1994 JO1     | 9 de maig de 1994      |  |  |  |
| (8201) 1994 AH2     | 5 de gener de 1994     |  |  |  |
| (10150) 1994 PN     | 7 d'agost de 1994      |  |  |  |
| (10180) 1996 EE2    | 15 de març de 1996     |  |  |  |
| (10578) 1995 LH     | 5 de juny de 1995      |  |  |  |
| (10824) 1993 SW3    | 24 de setembre de 1993 |  |  |  |
| (14916) 1993 VV7    | 10 de novembre de 1993 |  |  |  |
| (14921) 1994 QA     | 16 d'agost de 1994     |  |  |  |
| (23621) 1996 PA     | 5 d'agost de 1996      |  |  |  |
| (24814) 1994 VW1    | 10 de novembre de 1994 |  |  |  |
| (26895) 1995 MC     | 23 de juny de 1995     |  |  |  |
| (30956) 1994 QP     | 27 d'agost de 1994     |  |  |  |
| (37651) 1994 GX     | 3 d'abril de 1994      |  |  |  |
| (55820) 1995 FW     | 25 de març de 1995     |  |  |  |
| (55843) 1996 PD1    | 9 d'agost de 1996      |  |  |  |
| (65757) 1994 FV     | 21 de març de 1994     |  |  |  |
| (69350) 1993 YP     | 17 de desembre de 1993 |  |  |  |
| (69357) 1994 FU     | 21 de març de 1994     |  |  |  |
| (96298) 1996 RE26   | 6 de setembre de 1996  |  |  |  |
| (100210) 1994 LD1   | 15 de juny de 1994     |  |  |  |
| (100211) 1994 PF1   | 7 d'agost de 1994      |  |  |  |
| (100244) 1994 QB    | 16 d'agost de 1994     |  |  |  |
| (102530) 1999 UF4   | 30 d'octubre de 1999   |  |  |  |
| (123302) 2000 UW112 | 19 d'octubre de 2000   |  |  |  |
| (162037) 1996 BW3   | 26 de gener de 1996    |  |  |  |

Gordon J. Garradd és un astrònom Australià nascut a Loomberah, Nova Gal·les del Sud. Ha descobert nombrosos asteroides i cometes, i quatre noves al Gran Núvol de Magalhães; ha donat nom al Cometa 186P/Garradd així com a l'asteroide 5066 Garradd. Gordon ha treballat per a nombroses institucions astronòmiques als Estats Units i Austràlia; actualment treballa a l'observatori de Siding_Spring on està especialitzat en la recerca d'Objectes propers a la Terra.